# Ella Sings Gershwin
Ella Sings Gershwin es el álbum debut de Ella Fitzgerald. Originalmente salió en 10" vinillos y 12"vinillos.

## Canciones
Lado Uno
1. "Someone to Watch Over Me" - 3:13
2. "My One and Only"  - 3:13
3. "But Not for Me"   - 3:12
4. "Looking For a Boy"   - 3:06

Lado dos
1. "I've Got a Crush on You"   - 3:13
2. "How Long Has This Been Going On?"   - 3:14
3. "Maybe" - 3:21
4. "Soon"  - 2:44

Músicalizado por George Gershwin y escrito por Ira Gershwin.